# Schmittekapelle Biberwier

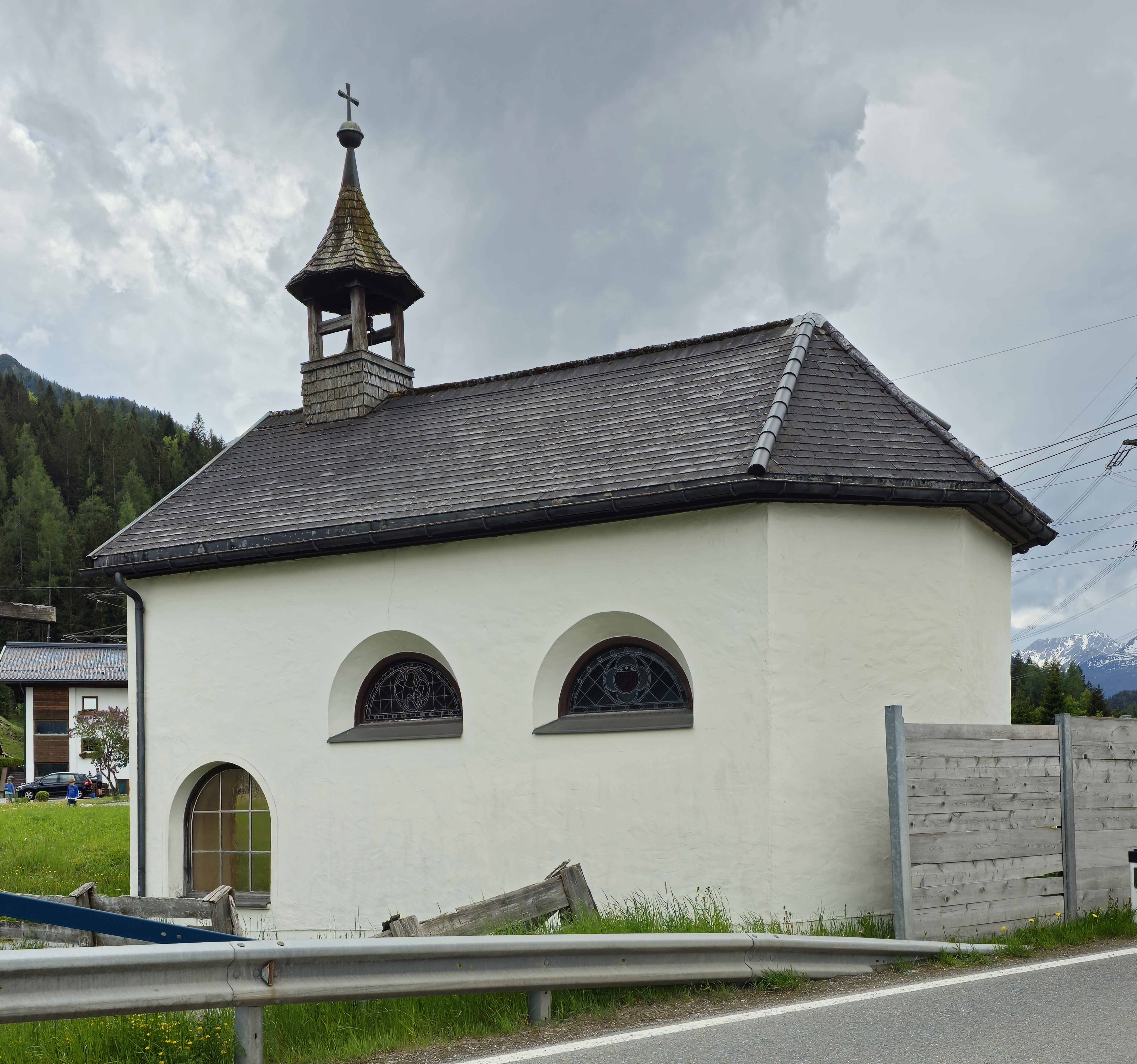
Katholische Kapelle Maria-Hilf in der Schmitte

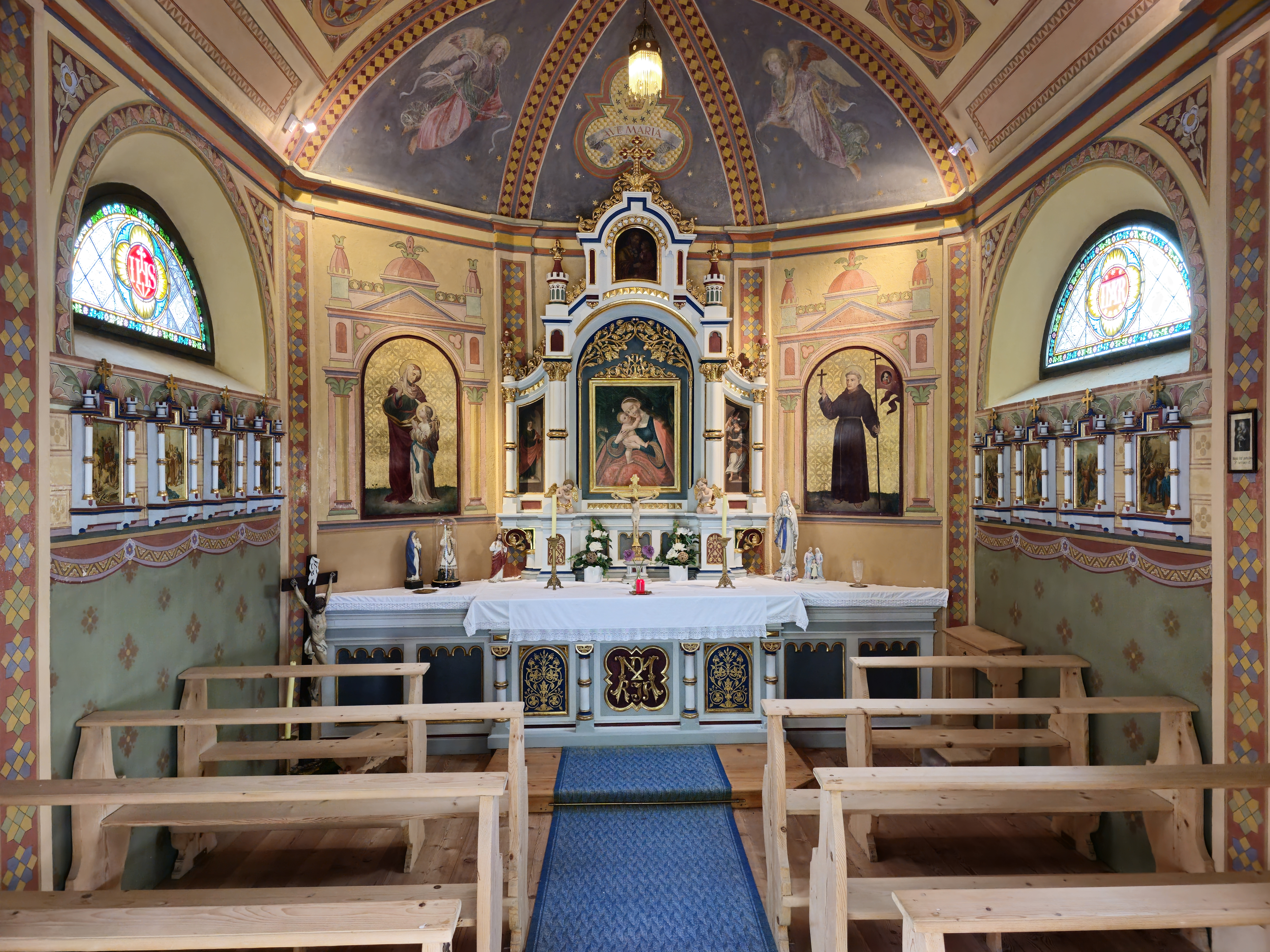
Langhaus, Blick zum Altar

Die römisch-katholische Schmittekapelle Biberwier steht in der Schmitte in der Gemeinde Biberwier im Bezirk Reutte im Bundesland Tirol. Die dem Patrozinium Maria-Hilf unterstellte Kapelle gehört zur Pfarre Biberwier.  Die Kapelle steht unter Denkmalschutz (Listeneintrag).

## Beschreibung
Die Kapelle wurde um 1850 erbaut.
Die Kapelle hat eine offene Vorhalle und trägt einen Glockendachreiter. Der zweijochige Kapellenraum mit einem Dreiachtelschluss hat ein Tonnengewölbe mit einem umlaufenden Gebälk auf Pilastern. Im Gewölbe befindet sich ein Fresko Maria-Hilf. Die Apsidenwände zeigen links das Bild der Heiligen Anna mit Maria und rechts hl. Johannes Capistran um 1850.
Der neuromanische Altar zeigt das Altarbild Maria-Hilf und das Oberbild hl. Josef mit Jesus. Die Seitengemälde zeigen links Mariä Verkündigung und rechts wohl den Erzengel Michael.